# Sinclair ZX Spectrum +2A
Sinclair ZX Spectrum +2A je počítač z rodiny počítačů Sinclair ZX Spectrum. Jedná se následníka počítače Sinclair ZX Spectrum +2 odvozeného od počítače Sinclair ZX Spectrum +3. Počítač existuje také ve variantě označované jako Sinclair ZX Spectrum +2B.

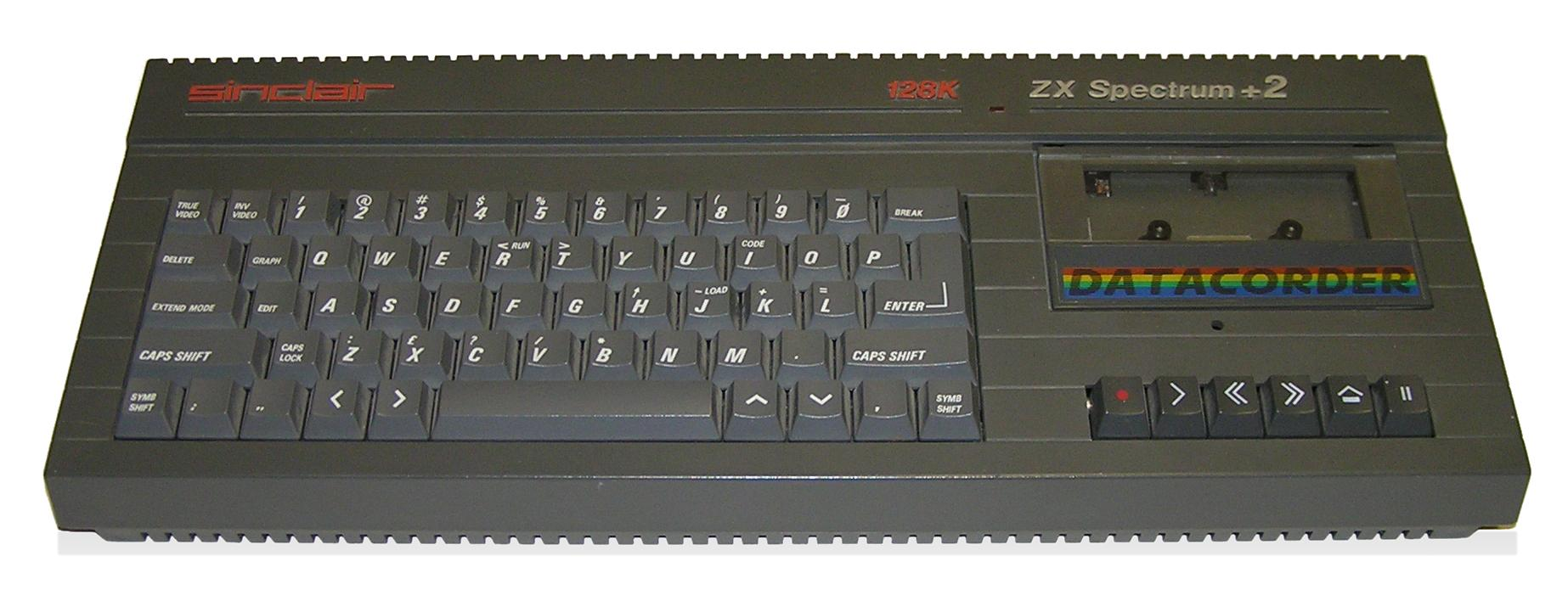
Sinclair ZX Spectrum +2

Jedná se o počítač hardwarově shodný s počítačem ZX Spectrum +3, který je místo 3" disketové jednotky vybaven kazetovým magnetofonem. Programové vybavení v ROM počítače je shodné s počítačem ZX Spectrum +3, po připojení diskového řadiče se počítač dokonce ohlásí jako ZX Spectrum +3.
Programové vybavení je proti počítači Sinclair ZX Spectrum +2 rozšířeno o +3DOS, který v případě tohoto počítače ovládá pouze ramdisk (po připojení disketové jednotky však může ovládat i tuto - ovšem v manuálu doporučovaná disketová jednotka Amstrad FD-1 k počítači připojit přímo nelze, v manuálu k počítači doporučovaný interface Amstrad SI-1, prostřednictvím kterého mělo jít tuto disketovou jednotku připojit, se nikdy nevyráběl). Díky přítomnosti +3DOSu je paměť ROM rozšířena na 64 KiB. Počítač obsahuje i paralelní port.
Pro zvýšení kompatility se staršími programy bývá vyměňována ROM počítače za dvě sady pamětí ROM ZX Spectra 128K nebo ZX Spectra +2, tato úprava je nazývána ZX Spectrum 128Ke.
Jiří Lamač a Jakub Vaněk pro počítač vytvořili speciální variantu systému CP/M, která pracuje pouze s kazetovým magnetofonem a ramdiskem. Tato varianta CP/M má implementovánu češtinu v kódu KOI8-CS a umí ovládat jak paralelní port tak oba sériové porty počítače. Modul CCP je rozšířen o příkazy MLOAD, MSAVE a COPY.

## Technické informace
- procesor: Z80A, taktovací frekvence 3,5469 MHz,[4]
- paměť RAM: 128 KiB,
- paměť ROM: 64 KiB,
- hudební čip: AY-3-8912,
- joysticky: Sinclair left a Sinclair right (jako ZX Interface 2)

### Používané porty
Počítač k ovládání vestavěných periférií používá porty procesoru 253 (šestnáctkově FD) a 254 (šestnáctkově FE). K portu 253 je připojeno více periferií, mezi nimi je rozlišováno pomocí vyššího bytu adresy portu.
| desítkově | šestnáctkově | dekódování        | význam                                                    |
| 254       | FE           | xxxxxxx0          | klávesnice, magnetofon, reproduktor, barva okraje         |
| 4093      | 0FFD         | 0000xxxx xxxxxx0x | paralelní port                                            |
| 8189      | 1FFD         | 0001xxxx xxxxxx0x | stránkování paměti                                        |
| 12285     | 2FFD         | 0010xxxx xxxxxx0x | rezervováno pro stavový registr řadiče disketové jednotky |
| 16381     | 3FFD         | 0011xxxx xxxxxx0x | rezervováno pro datový registr řadiče disketové jednotky  |
| 32765     | 7FFD         | 01xxxxxx xxxxxx0x | stránkování paměti                                        |
| 49149     | BFFD         | 10xxxxxx xxxxxx0x | data hudebního čipu AY                                    |
| 65533     | FFFD         | 11xxxxxx xxxxxx0x | výběr datového registru hudebního čipu AY                 |

### Stránkování paměti
Protože procesor Z80 umožňuje adresovat pouze 64 KiB paměti, je celá paměť o velikosti 192 KiB rozdělena na stránky o velikosti 16 KiB, které se připínají do adresového prostoru procesoru. Od adresy 0 do 16383 je připojena jedna ze čtyř stránek paměti ROM, od adresy 16384 do 32767 je připojena stránka č. 5 paměti RAM od adresy 32768 do adresy 49151 je připojena stránka č. 2 paměti RAM a od adresy 49152 do adresy 65535 je možné připojit kteroukoli z osmi stránek paměti RAM, včetně stránek č. 2 a č. 5. Kromě toho může být paměť nakonfigurována do tzv. režimu allram, kdy je celý adresovatelný rozsah tvořen pouze pamětí RAM. Počítač má dvě videoram, jednu umístěnou ve stránce č. 5 a druhou umístěnou ve stránce č. 7.
|  | 65535 49152 | RAM 0 | RAM 1 | RAM 2 | RAM 3 | RAM 4 | RAM 5 | RAM 6         | RAM 7         |  | RAM 3 |  | RAM 7 |  | RAM 3 |  | RAM 3 |
|  | 49151 32768 | RAM 2 |       |       |       |       |       |               |               |  | RAM 2 |  | RAM 6 |  | RAM 6 |  | RAM 6 |
|  | 32767 16384 | RAM 5 |       |       |       |       |       |               |               |  | RAM 1 |  | RAM 5 |  | RAM 5 |  | RAM 7 |
|  | 16383 0     | ROM 0 | ROM 1 | ROM 2 | ROM 3 |       |       |               |               |  | RAM 0 |  | RAM 4 |  | RAM 4 |  | RAM 4 |
|  |             |       |       |       |       |       |       | režim allram: | režim allram: |  | 00    |  | 01    |  | 10    |  | 11    |

Ke stránkování paměti jsou použity porty 32765 a 8189. Význam jednotlivých bitů hodnot odeslaných na tyto porty je následující:
| Port  | 7                   | 6                   | 5                            | 4                           | 3                                           | 2                                               | 1                                               | 0                                               |
| 32765 |                     |                     | zákaz stránkování            | dolní bit čísla stránky ROM | videoram: 0 - ve stránce 5 1 - ve stránce 7 | číslo stránky RAM v adresovém prostoru od 49152 | číslo stránky RAM v adresovém prostoru od 49152 | číslo stránky RAM v adresovém prostoru od 49152 |
| 8189  |                     |                     |                              | strobe paralelního portu    | motor disketové mechaniky                   | horní bit čísla stránky ROM                     |                                                 | 0 - režim stránkování s ROM                     |
| 8189  | volba rozložení RAM | volba rozložení RAM | 1 – režim stránkování allram | strobe paralelního portu    | motor disketové mechaniky                   |                                                 |                                                 |                                                 |

## Odlišnosti od počítače Sinclair ZX Spectrum +2
Počítač je velmi podobný svému předchůdci, počítači Sinclair ZX Spectrum +2. Mezi těmito počítači je ale několik na první pohled viditelných rozdílů:
|                              | +2            | +2A/+2B        |
| barva                        | šedá          | černá          |
| napájecí konektor            | Jack          | DIN            |
| popisky tlačítek magnetofonu | na tlačítkách | nad tlačítky   |
| na zadní straně              | větrací otvor | paralelní port |

## Sinclair ZX spectrum +2B
Sinclair ZX Spectrum +2B je počítač identický s počítačem Sinclair ZX Spectrum +2A. Jako +2B začaly být počítače označovány po přenesení jejich výroby z Tchaj-wanu do Číny. Současně s tím byl pozměněn nápis na počítači ohledně joysticků. Na počítači +2A je uvedeno „Use only Sinclair SJS-1 joysticks“, na +2B je uvedeno „Use only Sinclair joysticks“. Počítač se sám v úvodní obrazovce hlásí jako +2A.
Počítač Sinclair ZX Spectrum +2B v Česku prodávala i společnost Proxima - Software. Občas bývá uváděno, že +2A je anglická verze počítače a +2B je španělská verze počítače.